# Хаке, Александр
Алекса́ндр Ха́ке (нем. Alexander Hacke, также известный как Алекса́ндр фо́н Бо́рзиг/нем. Alexander von Borsig, Алекс Хаке/нем. Alex Hacke и просто Хаке, родился 11 октября 1965 года в Берлине) — немецкий гитарист, бас-гитарист, вокалист, экспериментальный / индустриальный / электронный музыкант.
Хаке на протяжении более 30 лет является участником группы Einstürzende Neubauten. Продюсировал множество групп и исполнителей, принял участие в записи многих альбомов, а также выпустил два сольных альбома.
Известен, в первую очередь, по работе с Einstürzende Neubauten. Среди других групп и исполнителей, с которыми он сотрудничал: The Tiger Lillies, Crime and the City Solution, Gianna Nannini, Gry, Miranda Sex Garden, Terra Nova, Sprung Aus Den Wolken, Mona Mur, Die Ichs, Schlaflose Naechte, Meret Becker, Fred Alpi, Danielle de Picciotto и другие.

## Биография

### Ранние годы
В начале 1980-х Хаке записал и выпустил несколько кассет и мини-альбомов, самым известным из которых был мини-альбом «Hiroschima». Он присоединился к группе Einstürzende Neubauten, и параллельно был участником некоторых других групп таких как Sentimentale Jugend, Sprung Aus Den Wolken и Mona Mur.

### Einstürzende Neubauten

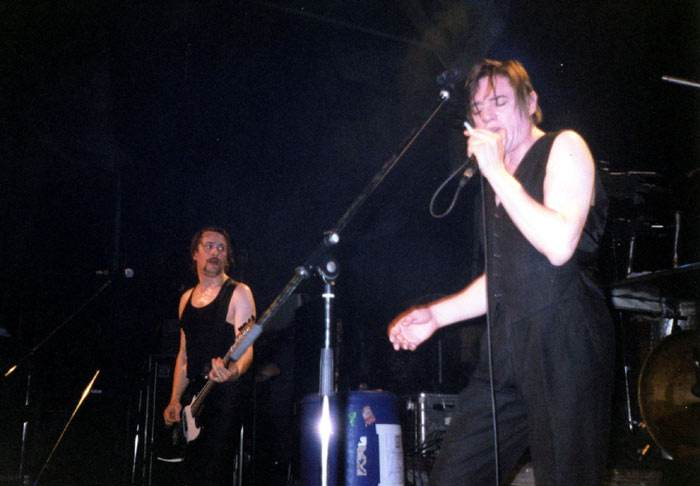
Einstürzende Neubauten на концерте (2000): Александр Хаке (слева с бас-гитарой) и Бликса Баргельд (справа)

В 1980 году, в возрасте пятнадцати лет, он присоединился к молодой группе Einstürzende Neubauten, образовавшейся раньше в том же году. До середины 1990-х он играл на гитаре и занимался звуком. Потом сменил гитару на бас, и является по сей день бас-гитаристом, а также, по мнению лидера группы Бликсы Баргельда, «музыкальным руководителем группы».

### Сольная карьера
Первый альбом-лонгплей Хаке назывался «Filmarbeiten» и вышел в 1992 году.
В 1990-х он был лидером группы Jever Mountain Boys, игравшей кавер-версии своих любимых песен, в том числе песен в стиле кантри.
В 2000-х он записал альбом «Sanctuary» (вышел в 2005 году), в основу которого легли материалы, записанные во время поездок с переносным записывающим устройством по Европе и Америке. Во время этих поездок Хаке встречался со знакомыми музыкантами, совместно с которыми производил записи: J.G.Thirlwell (Foetus), Каспар Брёцман, Larry Mullins (Tobi Damnit), Винни Синьёрелли (Unsane), Michael Evans (KBZ 200), Sugarpie Jones (Celebrity Skin), Bob Rutman (Steel Cello Ensemble), Nils Wohlrabe (The Leather Nun), Gianna Nannini, Andrew Chudy (он же Н. У. Унру/N.U. Unruh из Einstürzende Neubauten), Larry 7 (The Analog Society), David Yow (The Jesus Lizard). Критики сравнивали Хаке в рецензиях с Фрэнком Заппой и Капитаном Бифхартом.

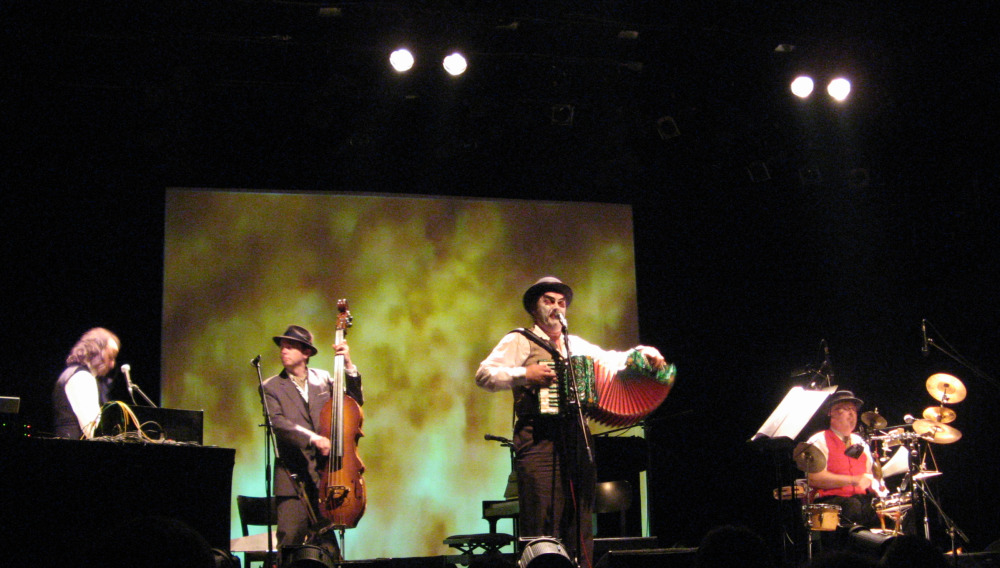
Хаке c The Tiger Lillies на концерте с программой «The Mountains of Madness» (Франкфурт-на-Майне, 2007)

В том же 2005 году вышел совместный DVD Хаке с британским трио The Tiger Lillies и Danielle de Picciotto с концертной программой «Mountains of Madness», основанной на произведениях Говарда Лавкрафта (в том числе «Зов Ктулху»).
Хаке пользуется в сольной музыкальной деятельности, по крайней мере частично, музыкальным программным обеспечением новаторской фирмы Native Instruments.
Хаке был задействован в создании саундтрека к фильму Головой о стену (2004, нем. Gegen die Wand) немецкого режиссёра турецкого происхождения Фатиха Акина (нем. Fatih Akin). В следующем году он снялся в документальном фильме Акина Crossing The Bridge / The Sound Of Istanbul (русские названия: По ту сторону Босфора и По обе стороны моста — звучание Стамбула, 2005), посвящённому музыкальной сцене города Стамбула.

## Личная жизнь
Хаке был женат на немецкой актрисе и певице Мерет Беккер (нем. Meret Becker), с которой также творчески сотрудничал. Мерет Беккер приняла участие в записи альбома Einstürzende Neubauten Ende Neu, исполнив одну из самых мягких песен группы — Stella Maris — дуэтом с Бликсой Баргельдом. С 2006 года женат на Danielle de Picciotto, с которой его также связывает творческое сотрудничество.
У Хаке двое детей — сын и дочь. Он вегетарианец, как и большинство участников Einstürzende Neubauten

## Сольная дискография
- 1982 Hiroshima (12-дюймовый винил EP, мини-альбом)
- 1992 Filmarbeiten
- 2005 Sanctuary

Дискография Александра Хаке с Einstürzende Neubauten: см. дискографию Einstürzende Neubauten (все альбомы).

### Совместные работы
- 2005 Александр Хаке, The Tiger Lillies, Danielle de Picciotto — Mountains of Madness (DVD)